# Sárgaszemű gólya
A sárgaszemű gólya vagy pápaszemes gólya (Ciconia stormi) a madarak (Aves) osztályának a gólyaalakúak (Ciconiiformes) rendjébe, ezen belül a gólyafélék (Ciconiidae) családjába tartozó faj.

## Előfordulása
Brunei, Indonézia, Malajzia, Mianmar és Thaiföld területén él.

## Megjelenése
Testhossza 75-91 centiméter. Szeme körül egy sárga gyűrű található. Hosszú vörös, erős csőrrel rendelkezik

## Életmódja
A nedves réteken, vizes élőhelyeken halakat és más vízi állatokat keresgél.

## Védettsége
A Természetvédelmi Világszövetség Vörös listáján mint végveszélyben lévőt tartják nyilván. Egyedszámát 250-500 példányra becsülik.